# Erannis nigrilinearia
Erannis nigrilinearia là một loài bướm đêm trong họ Geometridae.